# Herschel (kráter na Měsíci)

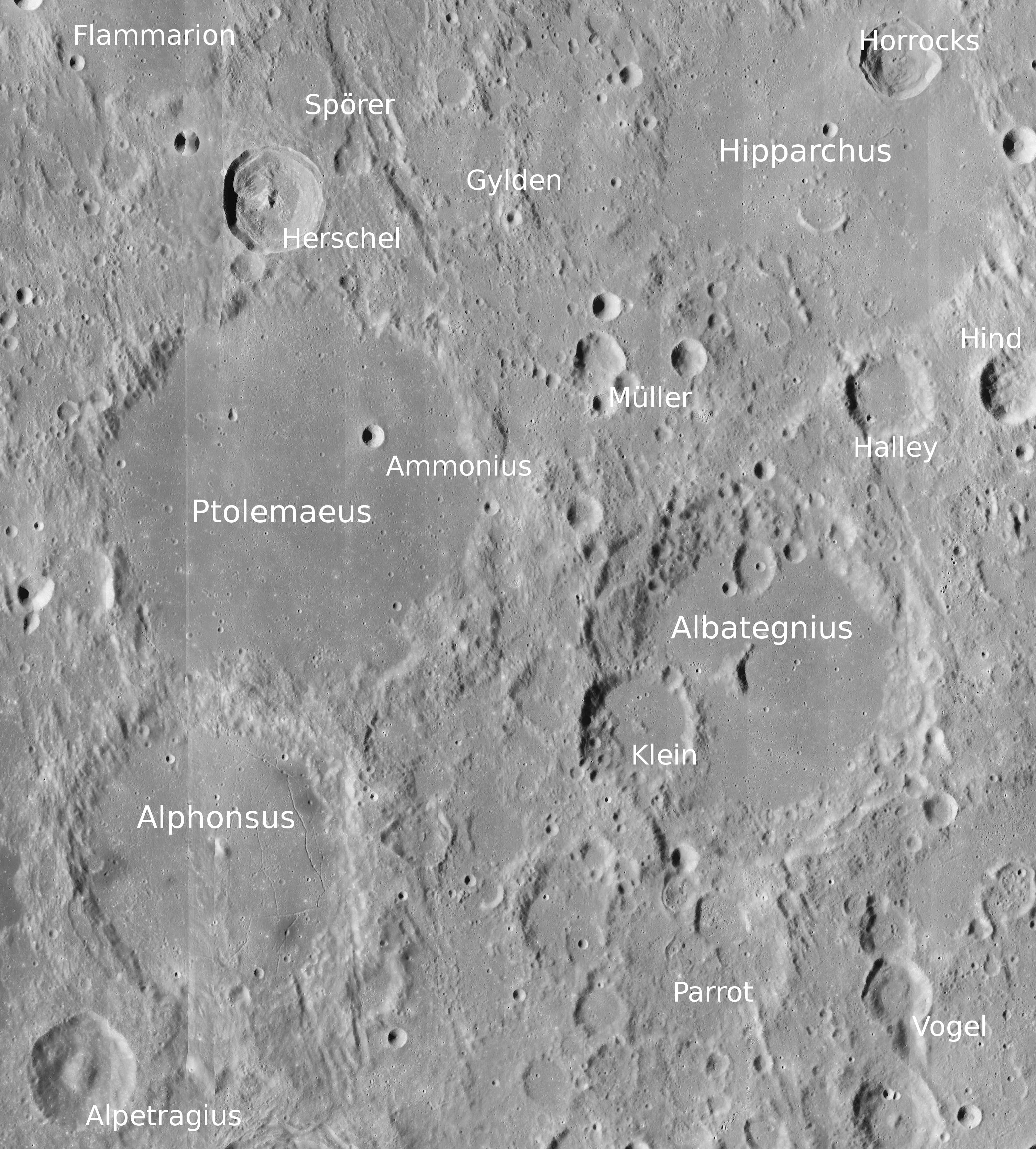
Poloha kráteru Herschel.

Herschel je impaktní kráter nacházející se blízko středu přivrácené polokoule Měsíce, severně od mnohem většího kráteru Ptolemaeus. Severně od kráteru Herschel se nachází kráter Flammarion sousedící se Sinus Medii. Kráter má průměr 41 kilometrů a dosti nerovné dno. Nazván byl podle anglického astronoma Williama Herschela.

## Vzhled
Tento kráter má poměrně kruhový tvar s dobře rozlišitelnými okrajovými valy, které jsou ve vnitřní části terasovité. Trochu západně od středu kráteru vystupuje ze dna centrální vrcholek. Na jihozápadním okraji valu kráteru Herschel se nachází malý kráter Herschel G (průměr 14 km).

## Satelitní krátery
V okolí se nachází několik dalších kráterů. Ty byly označeny podle zavedených zvyklostí jménem hlavního kráteru a velkým písmenem abecedy.
| Herschel | Sel. šířka | Sel. délka | Průměr |
| -------- | ---------- | ---------- | ------ |
| C        | 5.0° J     | 3.2° Z     | 10 km  |
| D        | 5.3° J     | 4.0° Z     | 20 km  |
| F        | 5.8° J     | 4.4° Z     | 7 km   |
| G        | 6.5° J     | 2.4° Z     | 14 km  |
| H        | 6.3° J     | 3.4° Z     | 5 km   |
| J        | 6.4° J     | 4.3° Z     | 5 km   |
| N        | 5.2° J     | 1.1° Z     | 15 km  |
| X        | 5.3° J     | 2.7° Z     | 3 km   |